# Anton Lazari
Anton Lazari, slovenski frančiškanski teolog in nabožni pisatelj, * (?) 1642, Ljubljana, † 24. avgust 1705, Ljubljana.
Avgusta 1657 je vstopil v frančiškanski red in 1658 napravil redovne zaobljube. Kdaj in kje je prejel 
mašniško posvečenje ni znano. Od leta 1684 do 1699 je bil trikrat  provincial hrvaško-slovenske province sv. Križa. Bil je tudi generalni definitor v Rimu in generalni vizitator reda za Češko, Hrvaško in Ogrsko. Cesar 
Leopold I. Habsburški ga je imenoval za cesarskega tajnega teologa, oziroma tajnega svetnika. V latinščini in nemščini je objavil več del.